# Port lotniczy Tepoe
Port lotniczy Tepoe (IATA KCB) – port lotniczy zlokalizowany w miejscowości Tepoe, w Surinamie.